# Нюнега
Нюнега — малая река в Шенкурском районе Архангельской области, правый приток Ваги. Длина — 33 км.

## Течение
Река берёт начало из озера Нюнегское, расположенного в 12 км западнее посёлка Россохи. Течет в основном в северо-западном направлении, но сильно петляет и часто меняет направление течения. Крупных притоков не имеет. Населённых пунктов на берегах тоже не имеет. Впадает в реку Вагу близ деревни Нюнежская, напротив посёлка Шелашский.

## Данные водного реестра
- Бассейновый округ — Двинско-Печорский
- Речной бассейн — Северная Двина
- Речной подбассейн — Северная Двина ниже места слияния Вычегды и Малой Северной Двины
- Водохозяйственный участок — Вага

## Карты
- Лист карты P-38-73,74 Ровдино. Масштаб: 1 : 100 000. Указать дату выпуска/состояния местности.